# Pour venger pépère
Pour plus de détails, voir Fiche technique et Distribution.
Pour venger Pépère ou Adieu Papy est un téléfilm français réalisé par Joël Séria et diffusé dans le cadre de la série télévisée Série noire le 28 septembre 1985 sur TF1.

## Synopsis
Trois tueurs en cavale sèment la mort dans leur fuite. Ils abattent Pépère (Marcel Portier). Son petit-fils, l'avocat Delcroix (Feodor Atkine) jure de se faire vengeance lui-même, mais le commissaire Christiani (Jean Reno) est également sur les traces de ce trio infernal.

## Fiche technique
- Titre français : Pour venger pépère ou Adieu Papy
- Réalisation : Joël Séria
- Scénario : Joël Séria, Gérard Carré et Joël Houssin d’après le roman éponyme d’A. D. G.
- Photographie : André Dumaître
- Pays d'origine : France
- Format : Couleurs
- Genre : Policier
- Date de sortie : 1985

## Distribution
- Féodor Atkine : Delcroix
- Julien Guiomar : Chaliapine
- Jeanne Goupil : Moune
- Jean Reno : le commissaire Christiani
- Gérard Zalcberg : Orlando
- André Chaumeau : Borovics
- Jean-René Gossart : Jouax
- Luc-Antoine Diquéro : Jacky
- Marcel Portier : Pépére
- Michel Devilliers : Baudoux
- Noëlle Leiris : Ginette
- André Bourgès : le consommateur hilare malmené par Jacky
- Jacques Dalès : le médecin de famille de Me Delcroix

## Autour du téléfilm
- Il s’agit de la première adaptation d’un roman d’A. D. G. pour cette série, avant Le Grand môme.
- Joël Séria réalisera pour cette série deux autres épisodes, Le Salon du prêt-à-saigner en 1986 et Gueule d’arnaque en 1989. L’actrice Jeanne Goupil joue dans ces trois téléfilms.

## Source
- Claude Mesplède  et Jean-Jacques Schleret (Éd. rév. de: SN, voyage au bout de la Noire), Les auteurs de la Série noire, 1945-1995, Nantes, Joseph K, coll. « Temps noir », 1996, 627 p. (ISBN 978-2-910-68611-6, OCLC 300207570), p. 584.